# Timbaland
Timothy Zachery Mosley (* 10. března 1972 Norfolk, Virginie), znám spíše pod pseudonymem Timbaland, je americký hudební skladatel, producent, rapper a zpěvák, který ve svých písních smazává rozdíl mezi hip hopem, taneční hudbou a popem. Byl také členem hiphopového seskupení Timbaland & Mangoo.
Mezi jeho nejznámější spolupráce patří ty s Katy Perry, Nelly Furtado, Justinem Timberlakem, The Pussycat Dolls a Madonnou. V současné době je však předmětem kontroverze v souvislosti s pravděpodobným plagiátorstvím.

## Životopis

### Začátky
Timothy se narodil a vyrůstal v Norfolku, kde se seznámil s Missy Elliott a Melvinem Barcliffem, který užíval pseudonym Magoo. Později začal skládat na keybordu písně, a proto s ním po poslechu některých začala spolupracovat právě Missy Elliott, po několika spolupracích se přestěhoval do Suffernu v New Yorku.
Elliott a její kapela Sista podepsaly smlouvu s labelem Swing Mob, ke kterému přivedla i Timothyho.

### 1996 - 2000
V roce 1996 vydal raper Ginuwine debutové album, které kompletně produkoval Timbaland, album bylo vychvalováno, ale i zavrhováno. Jedno je jisté songy jako například Pony jasně ukázaly Timbalandův zvuk.
Po dokončení alba se vrhl na spolupráci s Aaliyah a Missy Elliott, které se staly v té době superhvězdami a s nimi i Timbaland, který prokázal své výborné schopnosti.
Timbaland je hodně znám, že rád míchá různé zvuky a imituje. Jeho nejznámějším znakem je to, že si hraje s jednotlivými žánry a propojuje je. Využívá i co největšího množství hudebních nástrojů od afrických až po klasickou elektrickou kytaru.

### 2000 – 2002
Po roce 2000 začal Timbaland spolupracovat s Ludacrisem a Jay-Z. Pomáhal ale i Limp Bizkit nebo Davidu Bowiemu. Produkoval i třetí album Aaliyah.
Ve formaci Timbaland & Mango vydali už druhou desku s názvem Indecent Proposal. Datum vydání byl plánován na rok 2000 a byli avizováni jako hosté většinou Timbalandovi chráněnci, ale nakonec datum vydání nabralo roční skluz a stalo se velkým komerčním zklamáním. Doprovodné vokály písně I Am Music, která nebyla v konečné verzi na album zařazena, nazpíval Timbaland společně s Aaliyah, která v roce 2001 zahynula při tragické nehodě a to také Timbalanda ovlivnilo a na čas se stáhnul do ústraní.

### 2002 – 2005
Během tohoto období opět spolupracoval s Missy Elliott a také s Lil' Kim. Podílel se i na debutovém albu Justina Timberlakea Justified, hlavně na písni Cry Me a River. Kolem této písně vzniklo hodně povyku, neboť producent Scott Storch napsal tuto píseň pro kapelu 'N Sync, ve které Timberlake dříve působil. Storch nechtěl dovolit vydání písně, vše se nakonec ale urovnalo.
Koncem roku 2003 vydal Timbaland společně s Mangem třetí a zatím jejich poslední desku Under Construction Part II, album doprovázely i pochvalné recenze.
V roce 2004 se podílel producentsky na deskách mnoha interpretů jako například: Brandy, LL Cool J, The Game nebo Jay-Z. Čím dál častěji začal Timbaland spolupracovat s producentem Danja.

### 2005 – současnost
V roce 2005 spolupracoval opět s Missy Elliott na jejím v pořadí už šestém albu The Cookbook. S několika písněmi pomohl i Jennifer Lopez na jejím albu Rebirth.
V roce 2005 založil také svou nahrávací společnost, kterou nazval Mosley Music Group, pod který se mu podařilo získat takové hvězdy jako Nelly Furtado nebo Keri Hilson. Právě na třetím řadovém albu Nelly Furtado nazvaném Loose se Timbaland velmi podílel, album se také umístilo hned v prvním týdnu prodeje na nejvyšší příčce v USA.
Během roku 2006 se začaly v rádiích masivně hrát singly z dílny Timbalanda. Hlavní zásluhu na tom měli jeho dva nejznámější svěřenci Nelly Furtado (Promiscuous, Maneater, All Good Things (Come to an End) a Say It Right) a Justin Timberlake (SexyBack, My Love a What Goes Around...Comes Around). Deska Timberlakea FutureSex/LoveSounds se také umístila na prvním místě v albovém žebříčku.
Jako zpěvák a producent zároveň se neobjevoval jen na singlech Furtado a Timberlakea ale také v singlu The Pussycat Dolls Wait a Minute z roku 2007. Timbaland také prozradil, že spolupracuje s Chrisem Martinem z Coldplay.
3. dubna 2007 vydal Timbaland svou druhou sólovou desku nazvanou Timbaland Presents Shock Value, kde se společně s ním objevují například Fall Out Boy, Dr. Dre nebo Elton John.
S prvním singlem Give It to Me mu pomohla Nelly Furtado s Justinem Timberlakem, kteří tento singl společnými silami dostali až na vrchol Billboard Hot 100 a dalších prestižních žebříčků.
V červenci 2008 začal pracovat na pokračování veleúspěšné desky Shock Value a 8. prosince 2009 byla vydána deska Shock Value II, kde jako hosté vystoupili např. Justin Timberlake, Miley Cyrus, Nelly Furtado & SoShy, DJ Felli Fel, Chad Kroeger & Sebastia aj.
V roce 2010 nazpíval písničku s populární zpěvačkou Katy Perry, song nazvali If We Ever Meet Again, v překladu Pokud se ještě někdy setkáme.

### Plagiátorství
Na konci roku 2006 se objevily informace o tom, že Timbaland ve skutečnosti nesložil píseň Do It, jež se objevila na desce Loose od Nelly Furtado. Na serveru Youtube se objevila původní skladba „Acid Jazzed Evening“ (tzv. chiptune), kterou v roce 2000 složil finský hudebník Janne Suni (též známý v demoscéně jako Tempest) a v roce 2002 remixoval (s Janne Sunniho svolením) jiný norský demoscénní hudebník Glenn Rune Gallefoss do skladby pro Commodore 64 (zdá se, že právě tato verze měla být použita Timbalandem). Obě skladby jsou stejné co do rytmu (i když v Do It jsou značně vylepšeny bicí), podobnost v melodii je též zarážející a při určité frekvenční selekci lze slyšet arpeggia původní Sunniho skladby, jak bylo později potvrzeno odbornou analýzou. Timbaland Suniho o záměru použít jeho skladbu nijak neinformoval ani nenabídl žádnou částku za použití či licenci, naopak později Sunniho i celou aféru označil za směšnou.
Autor, který toto srovnání přinesl, dodatečně zjistil, že Timbaland již od roku 2006 prodával tuto skladbu (jako jeho vlastní) ve formě melodie do mobilních telefonů.
V jednom z rádiových interview, v pořadu „Eliott in the Morning" na svou obranu uvedl: „…hey, I sampled it, I got it from a game. I don't know.“ („…hej, já jsem to navzorkoval, mám to z nějaké hry. Nevím.“)
Přispěvatelé do serveru beatsbybeats.com dodatečně našli šest dalších případů, kdy Timbaland použil pro své nové písničky (prezentované jím coby jediným autorem) nahrávky méně známých interpretů z 60. až 90. let.

## Diskografie
Studiová alba

### Sólo
- Tim's Bio: Life from da Bassment (1998)
- Shock Value (2007)
- Shock Value II (2009)

### Timbaland & Mangoo
- Welcome to Our World (1997)
- Indecent Proposal (2001)
- Under Construction Part II (2003)